# Marc Ferrez

Marc Ferrez de perfil. Fotografia sob guarda do Arquivo Nacional

Marc Ferrez (Rio de Janeiro, 7 de dezembro de 1843 – Rio de Janeiro, 12 de janeiro de 1923) foi um fotógrafo brasileiro. Atuou durante o Império e as primeiras décadas da República, mais precisamente entre os anos de 1860 e 1922, tendo construído um dos mais importantes legados visuais sobre o Brasil nesse período.
Suas obras retratam diversos aspectos da vida brasileira, com ênfase nos processos de modernização urbana e da infraestrutura, que aconteceram no país entre as décadas de 1870 e 1920. Embora tenha fotografado paisagens urbanas e rurais por quase todo o país, Ferrez tornou-se célebre pelos panoramas e vistas da cidade do Rio de Janeiro. Suas fotos da então capital do país retratam, entre outros, locais como a Ilha das Cobras, a floresta da Tijuca, o Corcovado, a praia de Botafogo e o Jardim Botânico .
Juntamente com o fotógrafo alagoano Augusto Malta, registrou imagens das transformações decorrentes da reurbanização empreendida pelo prefeito do Rio, Francisco Pereira Passos, no início do século XX. O principal resultado desse registro foi o álbum Avenida Central: 8 de março de 1903 – 15 de novembro de 1906.
Além de fotógrafo, foi comerciante de equipamentos e materiais fotográficos, mantendo o estabelecimento comercial Casa Marc Ferrez. A partir de 1905, juntamente com os filhos Julio e Luciano Ferrez, dedicou-se aos negócios em torno do cinema, tornando-se dono do Cinema Pathé e distribuidor de filmes e equipamentos cinematográficos. 

## História

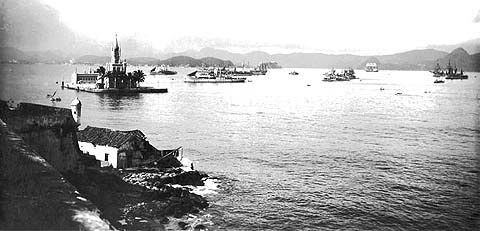
Fotografia da Baía da Guanabara, por Marc Ferrez

Era filho de Alexandrine Caroline Chevalier e de Zéphyrin Ferrez, gravador de medalhas e escultor vindo como membro da Missão Artística Francesa e sobrinho de Marc Ferrez, também integrante da mesma missão, de quem recebeu o nome. Era o mais jovem da família que contava com mais quatro irmãs e um irmão, ficou órfão de ambos os pais aos sete anos. Após isso, foi mandado para a França, onde estudou até a adolescência, e retornou ao Brasil.                             
Quando retornou passou a trabalhar na casa Leuzinger, uma papelaria e tipografia que tinha uma seção de fotografia, onde aprendeu  técnicas fotográficas com o alemão Franz Keller. Aos 21 anos abriu a firma Marc Ferrez & Cia., um estúdio fotográfico que o colocou entre os principais profissionais da Corte.
A despeito de a produção de retratos ser mais rentável e escolhida pelos demais fotógrafos da Corte ele preferia fazer fotos de paisagens do Brasil. Preocupava-se também em aprimorar seu ofício e, por este motivo, interessava-se pela física e pela química, procurando estar sempre a par das últimas novidades técnicas e importando equipamentos da Europa.
Em 1873, um incêndio destruiu sua loja, que também lhe servia de residência. Ferrez parte então para a Europa, a fim de readquirir materiais e equipamentos necessários a  exercer seu ofício. Retornando ao Brasil, em 1875, integra-se, como fotógrafo, à Comissão Geológica do Império do Brasil, que era chefiada pelo geólogo e geógrafo canadense Charles Frederick Hartt. Ferrez foi o primeiro a fotografar os índios botocudos, na selva no sul da Bahia.
Retornando da expedição, passa a viajar e fotografar as principais cidades brasileiras, com destaque para a capital do país.
Participou de diversas exposições nacionais e internacionais, sendo premiado com medalhas de ouro em Filadélfia (1876) e Paris (1878). Aos 41 anos, foi ordenado cavaleiro da Ordem da Rosa por D. Pedro II. 

### Cronologia
- 1851 - Após a súbita morte de seus pais, ocorrida em 22 de julho, muda-se para Paris (França) onde passa a morar com o escultor e gravador Alphée Dubois (1831 - 1905)
- 1859 - Retorna à capital carioca onde passa a trabalhar na Casa Leuzinger - papelaria, casa editorial e estabelecimento fotográfico - localizada na Rua do Ouvidor nº 36, onde eram executados trabalhos de encadernação, douração, litografia e comércio de álbuns ilustrados, e cujo proprietário era Georg Leuzinger
- 1860 - Aprende técnicas fotográficas com Franz Keller-Leuzinger (1835 - 1890), fotógrafo responsável pela seção de fotografia da Casa Leuzinger, inaugurada naquele ano, e que era genro de Georg Leuzinger (1813 - 1892)
- 1865 - Abre seu próprio estabelecimento fotográfico, a Casa Marc Ferrez & Cia, com sede na Rua São José, 96
- 1868 - Recebe menção do Almanaque Laemmert, na seção intitulada Fotógrafos da Corte
- 1870 - Fotografa a construção de um Arco do Triunfo e do Templo da Vitória erguido no Campo da Aclamação, bem como os festejos públicos por ocasião do término da Guerra do Paraguai
- 1871 - Fotografa os instrumentos ópticos científicos de José Maria dos Reis (c. 1800 - 1875) para a Exposição de Córdoba, na Argentina. Posteriormente essas fotografias passariam a integrar o acervo do imperador D. Pedro II
- 1872 - Fotografa os festejos públicos, arcos e coretos construídos em diversas ruas do Rio de Janeiro em comemoração ao retorno da família imperial, após uma longa estadia  na Europa. Atualmente, essa coleção se encontra no acervo do Museu Nacional de Belas Artes (MNBA)
- 1872 - Realiza, por encomenda da comissão responsável pela organização, fotos da 3ª Exposição Nacional e do interior do edifício da Escola Central da Corte, onde se realizou o evento. Estas fotos foram enviadas, posteriormente, pela comissão à Exposição Universal de Viena
- 1873 - Em 18 de novembro, seu acervo, chapas e equipamento fotográficos são destruídos em um incêndio de grandes proporções, em seu ateliê, na rua São José, 96, onde residia e trabalhava
- 1874 - Vai a Paris, juntamente com sua esposa, para readquirir o equipamento necessários a recomeçar sua atividade profissional. Para isso conta com o empréstimo obtido junto a Júlio Cláudio Chaigneau, comerciante de artigos e material fotográfico

Durante a viagem a Paris, recebe do Institut de France a honra de entregar duas medalhas executadas por Alphée Dubois ao imperador D. Pedro II
- 1875 - De volta ao Brasil, recebe convite para integrar, como fotógrafo, a expedição chefiada por Charles Frederick Hartt (1840 - 1878), cientista norte-americano e professor da Universidade Cornell. A missão, considerada a maior expedição de caráter científico realizada no século XIX, era financiada pela Comissão Geológica do Império e percorreu os estados da Bahia, Alagoas, Pernambuco e grande parte da região amazônica. Foi durante essa viagem, na Bahia, que realizou, pela primeira vez, imagens fotográficas dos índios botocudos
- 1877 - Participa das reuniões da Société Française de Photographie, em Paris, oferecendo de presente à instituição o álbum Paisagens do Brasil
- 1879 - Realiza extenso trabalho de documentação fotográfica das obras de canalização do rio São Pedro e da construção de um reservatório de água localizado no morro do Pedregulho, Rio de Janeiro
- c. 1880 - Recebe o título de photographo da Marinha Imperial e da Comissão Geográfica e Geológica do Império
- 1880 - Encomenda a M. Brandon um aparelho fotográfico, que seria construído em Paris, para a execução de grandes imagens panorâmicas. Ferrez continua, então, a trabalhar por algum tempo no aperfeiçoamento do aparelho

Registra o interior da Exposição Camoneana, realizada na Biblioteca Pública do Rio de Janeiro. Uma dessas imagens foi oferecida à Biblioteca Nacional pelo imperador
- 1881 - Introduz, no mercado fotográfico do país, as primeiras chapas secas elaboradas pelos irmãos Lumière

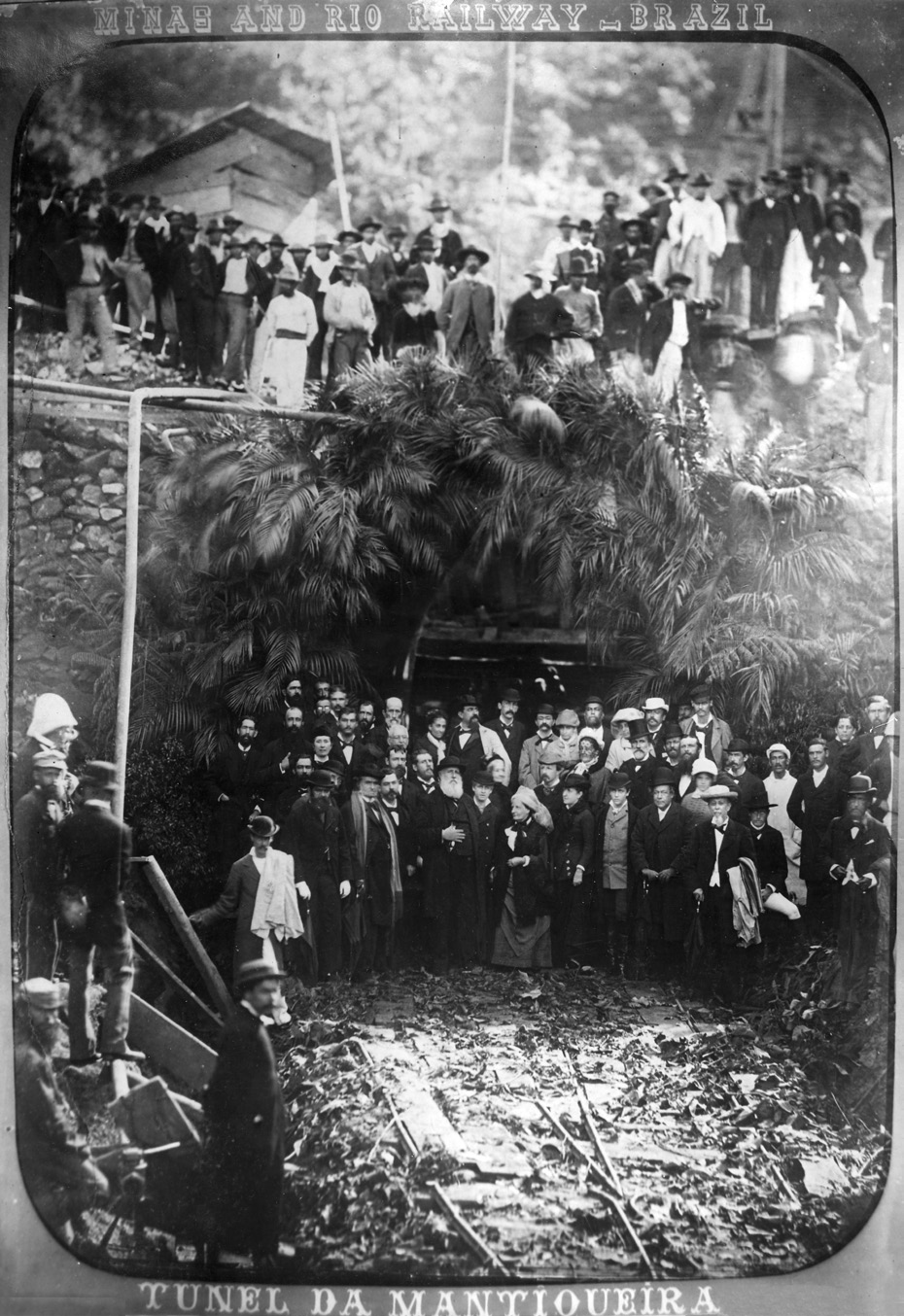
Túnel da Mantiqueira na sua inauguração, por Marc Ferrez

- 1882 - Registra as obras de construção da Estrada de Ferro do Corcovado

A serviço da Estrada de Ferro D. Pedro II, viaja para São Paulo e Minas Gerais, a fim de  registrar as obras de ampliação da ferrovia The Minas and Rio Railway Company e a presença do imperador e sua comitiva na entrada do túnel da Mantiqueira
- 1884 - Registra as obras da ferrovia Paranaguá-Curitiba, gerando um álbum intitulado Estrada de Ferro do Paraná, composto de quatorze fotografias de vistas da ferrovia. O álbum foi produzido no Rio de Janeiro pela Casa Leuzinger e presenteado ao imperador pelo engenheiro Francisco Pereira Passos, responsável pelas obras.

A mesma Casa Leuzinger edita o álbum ilustrado com fotografias de Ferrez, intitulado Estrada de Ferro Minas and Rio - Brazil, com fotografias da estrada de ferro The Minas and Rio Railway Company
- c. 1885 O pintor Henri Langerock (1830 - 1915) executa, com base em uma fotografia de Ferrez, a tela A família imperial e o Corcovado
- 1885 - Viaja a Paris, para participar das reuniões da Société Française de Photographie, onde apresenta sua câmara para panorâmicas de grandes dimensões e também presenteia a instituição com vistas panorâmicas do Brasil, medindo 1,08 m de comprimento, e com dois álbuns contendo numerosas paisagens do país

Em 7 de março, é agraciado com o título de Cavaleiro da Ordem da Rosa pelo imperador, de quem, no mesmo ano, havia executado fotografias no gabinete particular do imperador, localizado no Palácio de São Cristóvão
- 1886 - O álbum de fotografias Estrada de Ferro do Paraná é incorporado à coleção da Société Géographique
- 1887 - A exposição dos Caminhos do Ferro Brasileiro, realizada pelo Clube de Engenharia no Liceu de Artes e Ofícios utiliza parte do acervo da Casa Marc Ferrez, contendo perfis, plantas, projetos, memórias e modelos
- 1889 - José Maria da Silva Paranhos (1845 - 1912), o Barão do Rio Branco, organiza o Album de Vues de Brésil, contendo imagens fotográficas executadas por Ferrez e outros fotógrafos brasileiros, para a Exposição Universal de Paris

Depois uma década documentando as obras dirigidas pelo engenheiro Francisco de Paula Bicalho (1847 - 1919) para a melhoria do abastecimento de água do Rio de Janeiro, edita um álbum intitulado Obras do novo abastecimento de água, encadernado pela Casa Leuzinger, contendo reproduções das imagens fotográficas das obras
- 1890 - Associa-se a Henri Gustave Lombaets (1845 - 1897), encadernador da Academia Imperial de Belas Artes, fundando a Lombaets, Marc Ferrez & Cia.. A sociedade passa a publicar postais, o jornal A Estação e o álbum Quadros de História Pátria, encomendado pela Inspetoria Geral da Instrução Primária e Secundária
- 1892 - Encerra a sociedade com Henri Gustave Lombaets
- 1893 - Executa registros fotográficos da Revolta da Armada, principalmente sobre os estragos causados pelos revoltosos nos navios e instalações da Marinha brasileira
- 1894 - Executa serviços de documentação fotográfica para a Comissão Construtora da Nova Capital, em Belo Horizonte, Minas Gerais

Ainda nesse ano, registra os festejos de Aniversário da Proclamação da República.
- 1895 - O Almanaque Laemmert indica a Casa Marc Ferrez como sendo o único endereço onde se podia negociar artigos destinados à prática da fotografia no Rio de Janeiro

Nesse ano, Ferrez realiza experiências com luz oxietérica e raios X em seu laboratório, junto com o cientista Henrique Morize (1860 - 1930), diretor do Observatório Nacional
- 1899 - A Casa Marc Ferrez lança uma série de postais executados com a técnica da fototipia

É desse ano a série de fotografias em que registra diversos tipos de ofícios urbanos, tais como: garrafeiro, verdureiro, cesteiro, quitandeiro, funileiro, vassoureiro, jornaleiro e amolador de facas
- 1900 - Registra a missa campal, a inauguração do monumento, o desfile das tropas diante do monumento e o Arco Manuelino na Praça da Glória, ocorridos no Rio de Janeiro, em comemoração dos quatrocentos anos do descobrimento do Brasil
- 1902 - Executa o registro da inauguração da estátua do visconde de Rio Branco, do escultor Maurice Charpentier (1858 - 1924), localizada no bairro da Glória, Rio de Janeiro
- 1904 - A Casa Marc Ferrez para de funcionar na rua São José, 88, em virtude da desapropriação de diversos imóveis no centro da cidade para a Construção da Avenida Central (atual Avenida Rio Branco). A indenização recebida (25 contos de réis) foi paga pela Comissão Construtora, representada pelo engenheiro Paulo de Frontin (1860 - 1933)
- 1905 - A Casa Marc Ferrez reabre na rua São José, 96. Já nesse endereço, Júlio Marc Ferrez obtém a representação da firma francesa Pathé Frères, e passa a ser fornecedora exclusiva dos cinematógrafos ambulantes, do cinematógrafo do português  Arnaldo Gomes de Souza, no Passeio Público, bem como a distribuir filmes para outros cinematógrafos de diversas cidades do país
- c. 1907 - Publica o álbum, cujo projeto havia se iniciado em 1903, com o título de Avenida Central: 8 de março de 1903 - 15 de novembro de 1906, contendo plantas da avenida e fotografias dos desenhos das fachadas dos edifícios construídos na nova avenida. Para a produção da obra, as zincografias foram executadas pela firma  E. Bevilacqua & Cia., situada no Rio de Janeiro, a partir dos negativos das fotografias da série de projetos das fachadas dos prédios em Paris. Foram executadas três grandes plantas do projeto, que foram gravadas e impressas pela firma Erhard Frès e, em Zurique foi feita a gravação, através do sistema de fotogravura, das fotografias dos prédios já construídos. A primeira tiragem do álbum foi de mil exemplares impressos

Em 17 de novembro de 1907, inaugura o Cine Pathé, em sociedade com Arnaldo Gomes de Souza, em prédios arrendados na Avenida Central, números 145 e 149. Ainda nesse ano, a Casa Marc Ferrez & Filhos torna-se distribuidora de grande parte dos filmes exibidos nas diversas salas de cinema do Rio de Janeiro
- 1908 - Fotografa a Exposição Nacional, destacando os pavilhões dos estados, realizada na Praia Vermelha no Rio de Janeiro e, posteriormente, lança uma série de postais sobre o evento
- 1912 - Introduz no Brasil as chapas de "autochrome" lançadas pelos irmãos Lumière, no ano de 1907, em Paris
- 1913 - Júlio Marc Ferrez junto com Luciano José André Ferrez, cria a Companhia Cinematográfica Brasileira, que mais tarde viria a se tornar Casa Marc Ferrez Cinemas e Eletricidade Ltda.

Ainda nesse ano, uma ressaca na praia do Flamengo inunda a residência de Ferrez, situada na rua Dois de Dezembro nº 23, e destrói todo o estoque de exemplares do álbum Avenida Central: 8 de março de 1903 - 15 de novembro de 1906
- 1915-1920 - Vive na capital francesa, onde estuda fotografia em cores naturais
- c. 1920 - Após o período na França, retorna, doente, para a cidade do Rio de Janeiro
- 1923 - Em 12 de janeiro, morre na cidade do Rio de Janeiro, que tanto retratou e onde viveu a maior parte de sua vida

## Trabalho
Marc Ferrez foi o único profissional de fotografia que recebeu o título de "Photographo da Marinha Imperial", em 1880.
Ele trouxe diversas inovações tecnológicas, entre elas, introduziu no mercado as primeiras chapas secas dos irmãos Lumière, foi o primeiro a utilizar o flash de magnésio, que usou para fotografar as minas da região de Morro Velho em Minas Gerais, produziu as maiores chapas coloidais panorâmicas do mundo, com 40 cm por 120 cm, retratando paisagens brasileiras, em 1881.
Apesar de adotar mais a temática da paisagem, foi também um importante retratista, incluindo aí, fotos dos membros da família imperial brasileira, pois em 1886, realizou uma série de retratos da Princesa Isabel no Palácio das Laranjeiras.
Entre as suas publicações se encontra o Álbum da Avenida Central, onde retratou a impressionante construção da atual Avenida Rio Branco, na época chamada "Avenida Central" no Rio de Janeiro, entre 1903 e 1906.
Marc Ferrez estendeu seu interesse também ao cinema e abriu, em 1907, o cinema Pathé, na cidade do Rio de Janeiro.
Seu acervo, adquirido em 1998 pelo Instituto Moreira Salles (IMS), do seu neto, o historiador Gilberto Ferrez, soma mais de 5.500 imagens, sendo quatro mil negativos originais de vidro. Desde então, o IMS passou a organizar um trabalho de recuperação e pesquisa, cuja mostra, "O Brasil de Marc Ferrez - Fotografias do Acervo do Instituto Moreira Salles", reúne grande parte de sua obra (350 imagens, entre fotografias e originais) e foi apresentada ao público do Rio de Janeiro e no Museu Carnavalet, em Paris (França), no ano de 2005. Esta mostra também foi apresentada nas cidades de Poços de Caldas, Porto Alegre, São Paulo e Belo Horizonte.